# Nevina aboe
Nevina aboe är en fjärilsart som beskrevs av Moore 1860. Nevina aboe ingår i släktet Nevina och familjen rotfjärilar. Inga underarter finns listade i Catalogue of Life.